# 云南省图书馆
云南省图书馆，位于中华人民共和国云南省昆明市翠湖南路141号。总馆馆舍建筑面积3.26万平方米，设有18个阅览室和报告厅、多功能厅等设施。它是云南省规模最大的公共图书馆。

## 历史沿革
1908年（清光绪三十四年），云南经正书院、五华书院、育材书院相继停办，三个书院的图书典籍汇集到高等学堂内（后改为两级师范学堂）。在当时江南等地陆续建立图书馆的思想影响下，云南提学使叶尔恺与周钟获、秦光玉等人商议后，决定筹建云南图书馆，确定原经正书院为馆址。他们选三个书院藏书中，除了无复本的仍留在师范学堂外，凡有复本的均各提取一部，与原来学务公所图书科的藏书，一起集中在翠湖经正书院原址，作为云南图书馆的成立基础。
1909年9月（清宣统元年），由提学司委任学务公所图书科长叶瀚为首任馆长，朱黻清为书记员、韦绍贤为稽查员，统筹工作并发布开馆公告。11月14日，图书馆正式对外开馆，内设书库、阅书室、阅报室。1911年，兼办博物馆业务。同年7月20日，图书馆更名为云南图书博物馆。1929年，在“保存国粹与新学并重”的思潮影响下，图书馆更名为云南省立国学图书馆。1930年，云南省教育厅奉中华民国教育部令，接受文庙财产，整理为民众教育机关，并将云南图书博物馆的博物部分移交到文庙，单独成立云南省立博物馆。1931年，图书馆再度更名为省立昆华图书馆。至1936年，有藏书约11万册，包括馆长在内有工作人员八人。1950年，中国人民解放军攻占昆明，云南省人民政府在接管原昆华图书馆的基础上，将志舟图书馆、明伦学社等图书馆并入，成立昆明人民图书馆，建馆时藏书25万册，工作人员25人。1953年10月，图书馆改名为云南省图书馆，馆址扩大到翠湖公园湖心亭内。
1963年，在保留原经正书院馆址的同时，政府将现代书刊及全馆大部分业务活动及行政工作移至昆明圆通山脚北门街。1965年，馆藏书刊资料达到135万册、工作人员46人。文化大革命期间，云南省图书馆馆闭人空，1968年仅有四人留守。1971年，恢复开馆。1972年，云南省革命委员会决定选址翠湖南路2号，重建云南省图书馆新馆。1974年8月，云南省图书馆的全部藏书及业务、行政活动移至翠湖公园西侧翠湖南路的新馆址。1975年3月1日，新馆正式对外开放。1993年底，馆藏图书达到247万余册，工作人员137人。1991年，经云南省人民政府批准，决定在原址上再度盖建新馆。1998年4月16日，新馆开始动工，该工程由云南省建筑工程设计院设计、云南省第六建筑工程公司负责施工。2003年1月1日，云南省图书馆新馆投入试运。2008年3月，入选首批“全国古籍重点保护单位”。2011年起，图书馆实现无障碍、零门槛进入，所提供的基本服务项目全部免费。

## 馆藏
截至2017年6月底，馆藏文献339万册（件），其中有59.56万册古籍文献、8万册地方民族文献。有130部古籍入选《国家珍贵古籍名录》，包括元刻本《鄂国金佗稡编》、《战国策校注》、明刻本《历代名臣奏议》、《大明一统志》及高奣映手稿《鸡足山志》、陈澧《东塾存稿》、纳西文《东巴经》、汉字《山花碑》、藏文佛经等。